# Samaná (Provinz)
Samaná ist eine Provinz im Nordosten der Dominikanischen Republik und umfasst die gleichnamige Halbinsel. 
Provinzhauptstadt ist die ebenfalls gleichnamige Stadt Samaná (Santa Barbara de Samaná) mit etwa 60.000 Einwohnern.
An der Nordseite der Halbinsel befinden sich Strände, die mit ihrer dichten tropischen Vegetation und den Kokospalmen, die bis ins Meer reichen, den Stränden des Südpazifiks ähneln.
Die größte Ortschaft neben Santa Barbara de Samaná ist Las Terrenas mit ca. 13.000 Einwohnern, direkt am Strand und ausgestattet mit vielen Hotels. Insgesamt ist dort weit weniger Betrieb als in den anderen Touristenhochburgen wie Punta Cana oder Puerto Plata. Nahebei, in „El Portillo“, gibt es einen kleinen Flugplatz, der allerdings aus Kostengründen seit 2013 nicht mehr betrieben wird. Im November 2006 eröffnete der neue internationale Flughafen El Catey. Mit dem Auto dauert eine Fahrt von Santo Domingo bis Samaná auf der neu gebauten Autobahn etwa zweieinhalb Stunden. Eine 2012 fertiggestellte Küstenstraße verbindet El Catey mit Las Terrenas und verkürzt die Fahrtzeit nun auf 25 Minuten. 

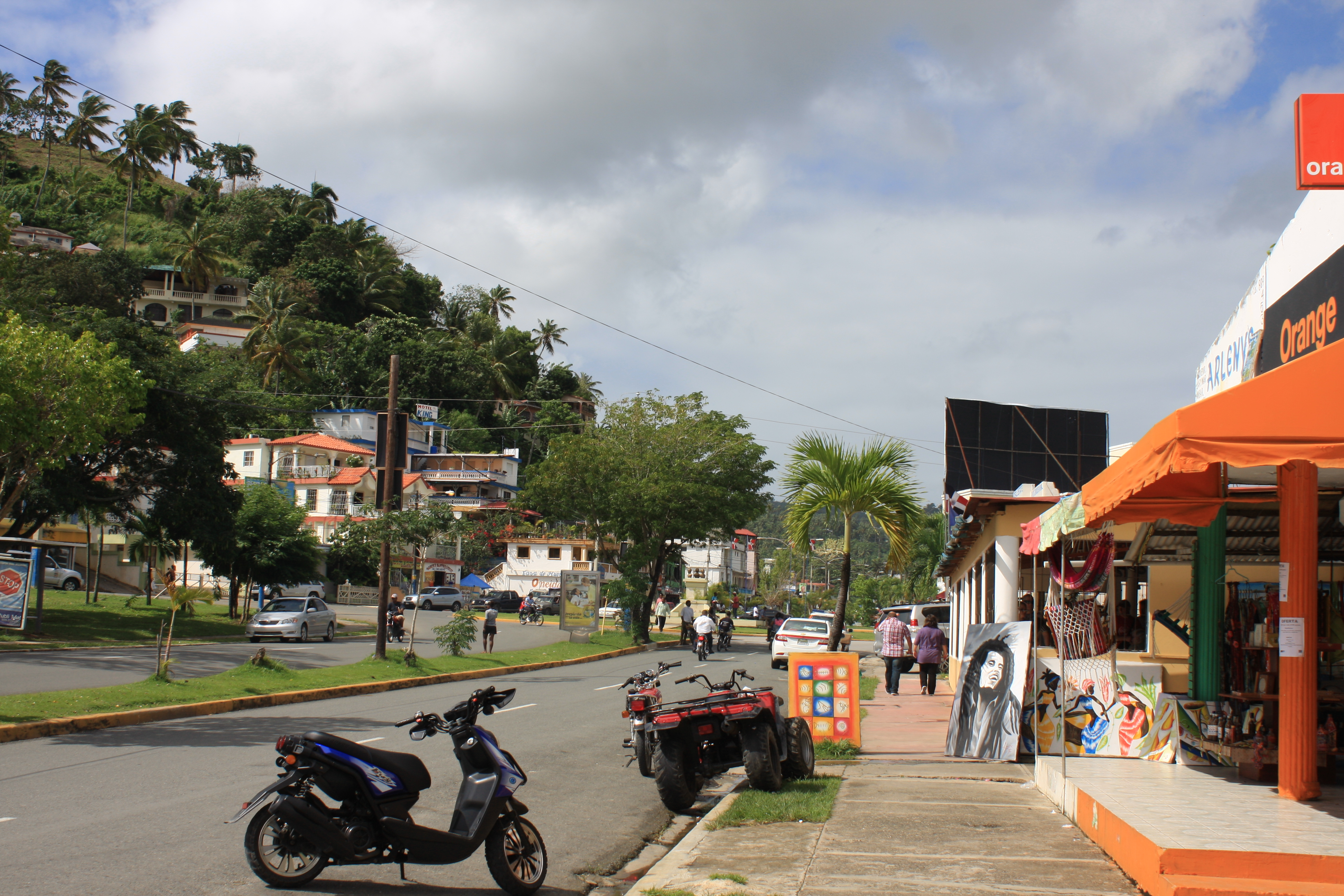
Samaná, die größte Stadt der Provinz

In der Bucht von Samaná kann man von Dezember bis März Buckelwale beobachten, die zur Paarung dorthin kommen. Die Bucht von Samaná, die 14 km breit ist, kann man zwischen der Stadt Samaná und Sabana de la mar in einer Fähre überqueren, die dazu eine Stunde braucht und zweimal täglich (Start von beiden Seiten jeweils 8:00 und 15:00 Uhr) verkehrt und auch kleine Motorräder mitnimmt. Außerdem kann man in gemieteten Booten Walbeobachtungs-Touren unternehmen. 
In Samaná regnet es weit stärker und häufiger als in allen anderen Gegenden der Dominikanischen Republik.

## Wichtige Städte und Ortschaften
- Santa Bárbara de Samaná, Provinzhauptstadt
- Sánchez
- Las Terrenas
- Las Galeras
- El Limón